# Plettet hornugle
Plettet hornugle (Bubo africanus) er en ugle, der findes i Afrika syd for Ækvator. Den plettede hornugle har ekstra store øjne der gør, at mere lys slipper ind i øjet. Uglen opnår derved et ekstra godt nattesyn.
Uglen har også to duske oven på hovedet, der til forveksling kunne ligne ører. Ørerne er dog gemt på hver side af hovedet under nogle stive fjer. Duskene anvendes alene til at signalere med.